# 馬內勒 (夏威夷州)
馬內勒（英語：Manele）是位於美國夏威夷州茂宜縣的一個人口普查指定地區。

## 地理
馬內勒的座標為20°44′45″N 156°53′25″W / 20.74583°N 156.89028°W，而該地最高點為海拔高度110米（即361英尺）。

## 人口
根據2010年美國人口普查的數據，馬內勒的面積為5.00平方千米，均為陸地。當地共有人口29人，而人口密度為每平方千米5.8人。